# Уиттингтон, Ричард

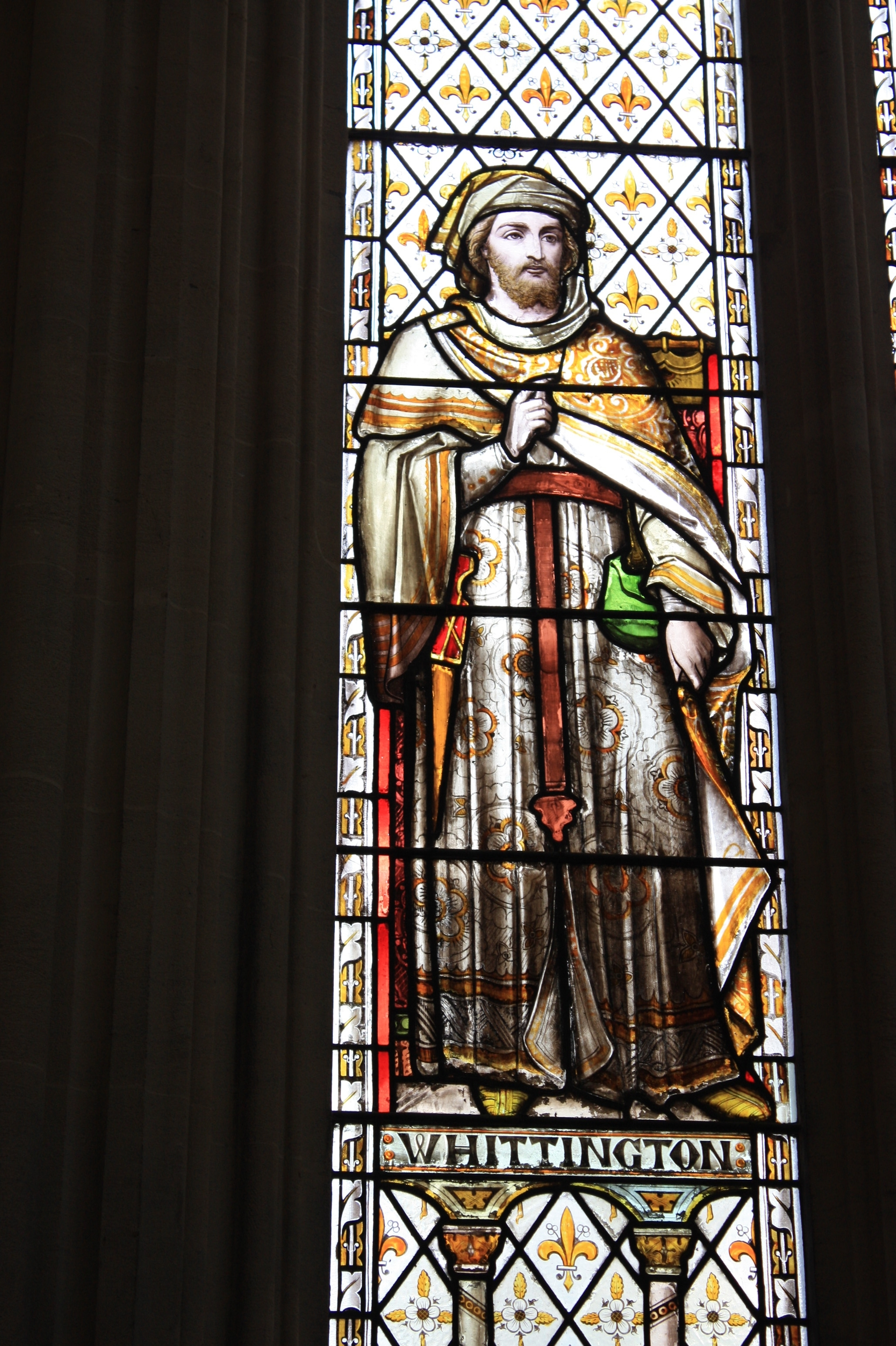
Витраж с Уиттингтоном в лондонском Гилдхолле

Ри́чард Уи́ттингтон (англ. Richard Whittington, около 1354 или 1358 года — 1423) — средневековый английский торговец, лорд-мэр Лондона, ставший прототипом известного персонажа английских легенд, народной сказки и пантомимы Дика Уиттингтона (англ. Dick Whittington).

## Биография

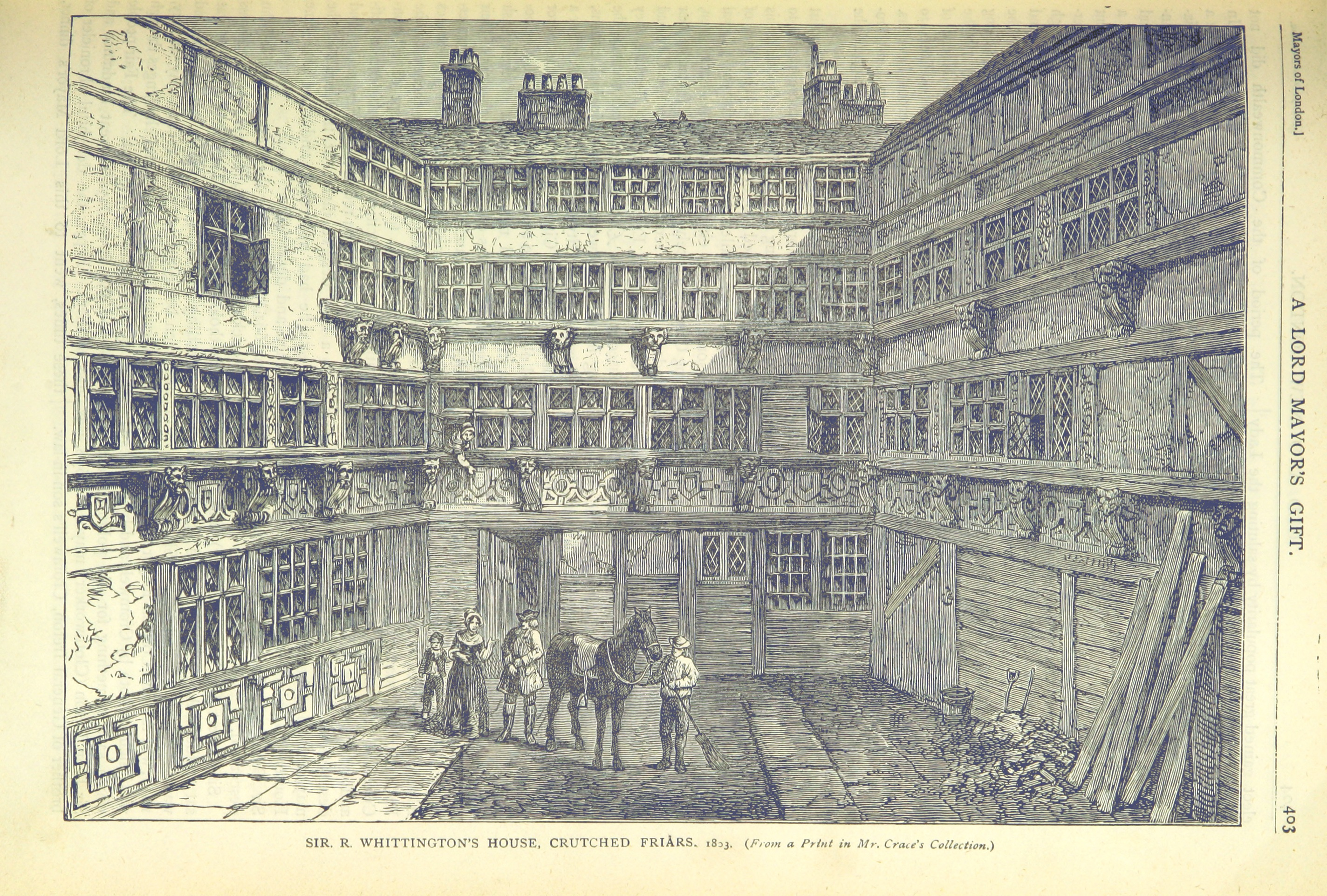
Дом Ричарда Уиттингтона в Кратчед Фрайарс, Лондон. Гравюра 1803 г.

Родился в семье дворянина из Глостершира, который, по утверждению местного историка Роберта Аткинса, владел там поместьем Паунтли близ Ньюента, а также Соллерс-Хоупом в Херефордшире. Подлинные обстоятельства переселения его в Лондон неизвестны, установлено лишь, что в 1370 году он уплатил свой первый взнос в городскую казну, а в 1379 году владел уже большой лавкой, в которой торговал тканями. По-видимому, он был младшим из трёх братьев и не имел прав на наследство своего отца, находившегося в опале из-за женитьбы на дочери придворного Эдуарда III Томаса Беркли без королевского согласия.
В 1380 годах он известен был уже как один из ведущих поставщиков парчи и бархата для английской знати, в частности, снабжая ими графа Дерби, будущего короля Генриха IV. Ссужал крупные суммы денег влиятельным сановникам, известно, например, что свергнутый в 1399 году король Ричард II был должен ему 1000 марок серебром.
Трижды, в 1397—1399, 1406—1407 и 1419—1420 годах, занимал пост лорда-мэра Лондона, в 1393—1394 годах служил шерифом, а в 1416 году был членом парламента. Состоял в браке с Алисой Фитц-Варин, дочерью дорсетского рыцаря Иво Фитц-Варина. Хотя он был знаком с тремя из пяти королей Англии и не раз давал кредиты Генриху IV (1399—1413) и Генриху V (1413—1422), не существует никаких доказательств того, что он сам когда-либо был посвящён в рыцари. 
Будучи бездетным и пережив жену, своё огромное состояние завещал для создания благотворительного фонда, действующего до сих пор, носящего имя сэра Ричарда Уиттингтона (англ. The Charity of Sir Richard Whittington), и который почти 600 лет спустя продолжает оказывать помощь нуждающимся людям. За свою жизнь профинансировал ряд государственных проектов, таких как городское водоснабжение, дренажные системы в бедных районах Лондона и устройство больничных палат для матерей-одиночек. Известно, что Генрих V назначил его контролировать расходы по восстановлению Вестминстерского аббатства. В числе прочего, он внёс немалый вклад в ремонт городской ратуши, больницы Св. Варфоломея и Ньюгетской тюрьмы, а также основал Бэйквелл-холл для торговли сукном, библиотеку Грейфрайерс и новый колледж своего имени, действовавший до 1548 года. На его средства в начале XV века на Темзе, в конце Фрайер-лейн в Чипсайде, сооружена была первая в Лондоне общественная уборная на 128 посадочных мест, получившая название Лонгхаус Уиттингтона. 
Умер он в первых числах марта 1423 года и, согласно составленному в 1421 году завещанию, был похоронен в алтаре лондонской церкви Сент-Майкл-Патерностер-Ройял, которую украсил при жизни и где сохранилась его эпитафия. Могила его была разграблена настоятелем храма ещё при короле Эдуарде VI, а в 1666 году окончательно утрачена после Великого лондонского пожара.

## Рассказ о Дике Уиттингтоне и его коте

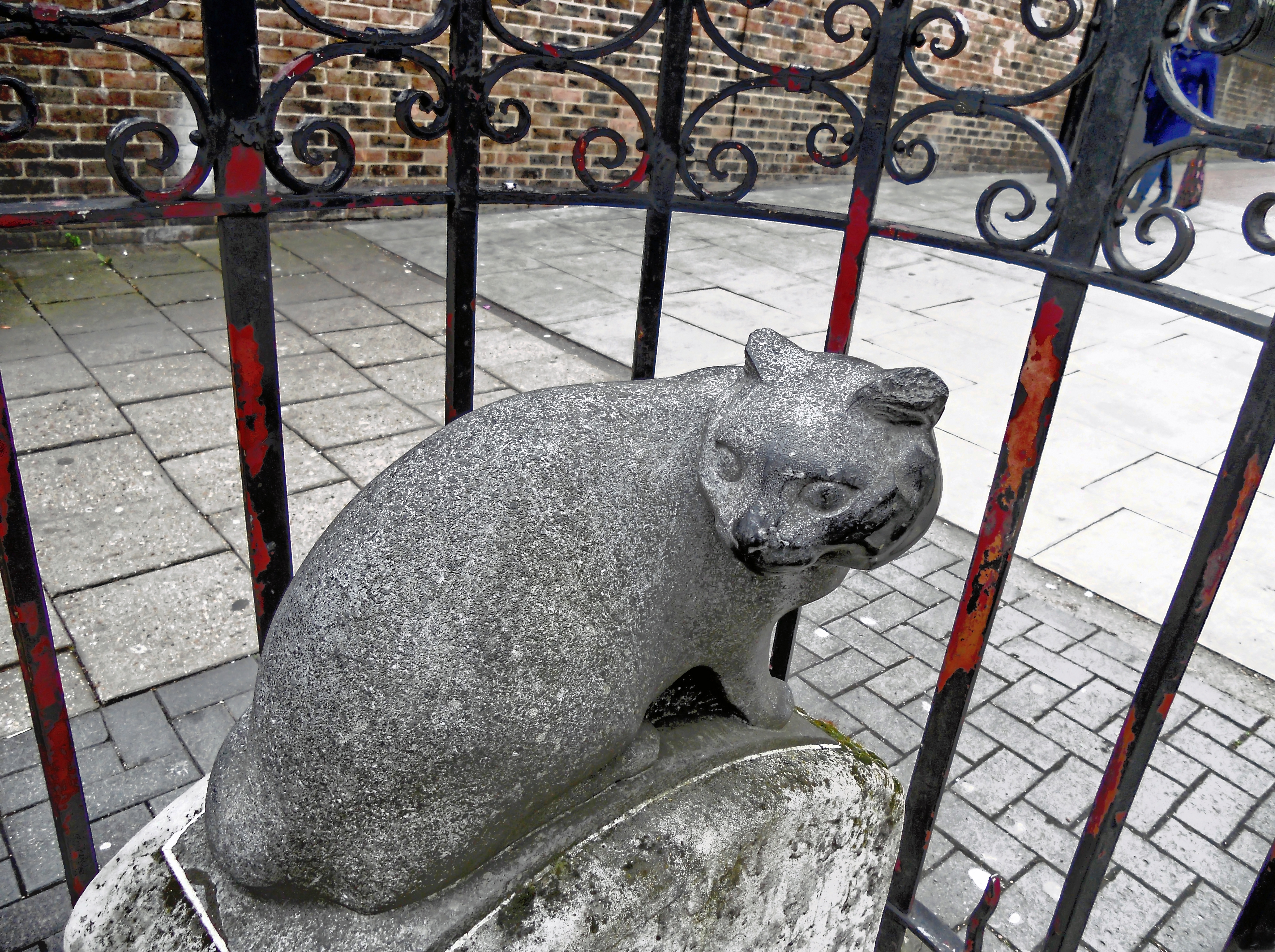
Памятник коту Уиттингтона в Хайгейте

Народная сказка о нём, к XIX веку ставшая пантомимой, была впервые поставлена на сцене в Лондоне в 1604 году, а год спустя издана там в виде баллады, однако ни постановка, ни текст баллады не сохранились. В 1606 году история эта сделалась сюжетом пьесы драматурга Томаса Хейвуда «Если Вы не знаете меня, Вы никого не знаете», а в 1612 году включена писателем Ричардом Джонсоном в сборник «Гирлянда золотых роз».
Сказка рассказывает о бедном мальчике, который вместе со своим котом отправился из родной деревни в Лондон, чтобы заработать себе состояние. Существует несколько её версий. Согласно одной из них, успех сопутствует Дику с самого начала, и, заработав достаточно денег в лавке купца, где он был поварёнком (по другой версии — бежав от жестокого обращения повара), он хочет вернуться домой, но его останавливает звук колокола, в котором он слышит предсказание, что станет трижды лорд-мэром Лондона, и остаётся. В другой версии, услышав колокольный звон, Дик отправляется служить на корабль, уходящий в плавание за границу, и обретает богатство с помощью своего кота, искусного в ловле крыс, или же просто продаёт чудесного кота марокканскому султану (в других вариантах — царю неназванной африканской страны), дворец которого одолели крысы, получив за зверька целое состояние. В конце сказки Дик женится на дочери своего хозяина Элис Фитцуоррен (имя реальной жены Уиттингтона) и становится лорд-мэром Лондона трижды, как и было предсказано. Кроме того, в сказке упоминается, что он был посвящён в рыцари, хотя в реальности подобное не имело места.
Реальный Уиттингтон, происходя из дворянства, в юности вряд ли сильно бедствовал, не существует и никаких доказательств того, что у него вообще был кот. Более того, известно, что в Англии, в отличие от стран Южной Европы, не принято было в те времена держать домашних кошек, считавшихся нечистыми животными, и заводили их лишь в отдельных монастырях. Сама легенда, возможно, связана с персидской сказкой о бедном юноше, ставшем богатым благодаря продаже кота, известной в Европе с XIII века.
В 1946 году при ремонте вышеназванной церкви Сент-Майкл-Патерностер-Ройял в Лондоне за карнизом колокольни найдена была мумия кошки, вероятно, помещённая туда в ходе восстановления сгоревшего храма в конце XVII века.

## В культуре

### Скульптура
- В 1670-е годы на стене отстроенной на деньги Уиттингтона Ньюгейтской тюрьмы появился барельеф с изображением его легендарного кота[15].
- В Хайгейте, районе Лондона, около больницы, носящей имени Уиттингтона, расположен памятник его коту. Согласно народной сказке, именно здесь Дик услышал призыв колокола остаться в Лондоне[16]. Также статуя Уиттингтона с кошкой находится в лондонской же художественной галерее Гилдхолла.

### Архитектура
- Поблизости от церкви Сент-Майкл-Патерностер-Ройял на улице Марк-лейн вплоть до 1830 года располагался Уиттингтон-хаус, считавшийся бывшим особняком Ричарда, перестроенным при Тюдорах, но уже в начале XX столетия это предание вызывало обоснованные сомнения[6].